# Hervé Guermeur
Hervé Guermeur (* 12. Februar 1949 in Quimper) ist ein ehemaliger französischer Fußballspieler.

## Karriere
Guermeur begann in seiner Jugend das Fußballspielen bei zwei kleinen Vereinen im Westen der Bretagne, bis er von Scouts des Profiklubs Stade Rennes entdeckt wurde, wo er 1967 mit 18 Jahren unterschrieb. Zwar kam er dort von seinem ersten Jahr an in der höchsten französischen Spielklasse zum Einsatz, doch lief er in dieser und auch in den darauffolgenden Spielzeiten lediglich unregelmäßig für das Team auf. Auf diese Weise gewann er 1971 die Coupe de France, auch wenn er beim Finale nicht spielte. Trotz allem blieb er Rennes treu und konnte sich im Verlauf der Spielzeit 1972/73 auf dem rechten Flügel als Stammspieler etablieren. 1975 stieg er mit dem Klub in die zweite Liga ab, woraufhin ihm die Rolle des Kapitäns übertragen wurde. Als solcher gelang ihm der direkte Wiederaufstieg, der allerdings vom erneuten Abstieg 1977 gefolgt wurde. 
Daraufhin entschied sich Guermeur nach zehn Jahren in Rennes für einen Wechsel zum Zweitligisten Amicale Lucé. Seinem neuen Arbeitgeber kehrte er 1978 wieder den Rücken, als er dank eines Angebots des Ligakonkurrenten CFC Quimper in seine Heimatstadt zurückkehren konnte. Mit Quimper verbrachte er als Stammspieler drei Jahre im Abstiegskampf, bis er sich 1981 mit 32 Jahren nach 187 Erstligapartien mit 42 Toren und 149 Zweitligapartien mit 14 Toren für eine Beendigung seiner Laufbahn entschied. Im Anschluss daran betreute er als Trainer Amateurmannschaften sowie die Jugend seines Ex-Klubs aus Quimper.